# 锡戈伊蒂亚
锡戈伊蒂亚（西班牙語：Cigoitia）是西班牙巴斯克自治区阿拉瓦省的一个市镇。总面积102km²，总人口1284人（2001年），人口密度13人/km²。镇名来自巴斯克语，意为“上苏亚”，因其毗邻苏亚及苏亚盆地。2013年在该地发掘出了巴斯克自治区西班牙内战中最大的公墓。